# Manfred Humbs
Manfred Humbs (* 26. März 1926 in Schwandorf; † 16. Oktober 2000 ebenda) war ein deutscher Politiker (CSU).
Humbs besuchte die Volksschule und ein musisches Gymnasium. Am 11. Februar 1944 beantragte er die Aufnahme in die NSDAP und wurde zum 20. April desselben Jahres aufgenommen (Mitgliedsnummer 9.839.063). Er war danach Soldat im Zweiten Weltkrieg und anschließend Musiker. Nachdem er in das elterliche Geschäft eingetreten war, das mit Tabak- und Zuckerwaren handelte, besuchte er die kaufmännische Schule in Regensburg und baute zusätzlich einen Tabakwaren-Großhandel auf. Nachdem er an der Pädagogischen Hochschule in Regensburg studiert und die Zweite Lehramtsprüfung abgelegt hatte, war er Lehrer an Hauptschulen in Schwandorf. 1974 verkaufte er sein Geschäft, nachdem seine Mutter verstorben war.
1964 trat Humbs in die CSU ein. Dort war er Kreisvorsitzender im Stadt- und danach im Landkreis Schwandorf sowie Stadt- und Kreisrat. Von 1978 bis 1986 war er Mitglied des Bayerischen Landtags.